# Batalla de Lequeu
La batalla de Lequeu va tenir lloc l'any 391 aC en el context de la Guerra de Corint a la vila de Lequeu (grec antic: Λέχαιον Lékhaion). Es van enfrontar els exèrcits d'Atenes i Esparta, i la batalla va acabar amb la victòria atenenca. La causa immediata d'aquesta victòria va ser que l'atenenc Ifícrates es va aprofitar que un regiment d'hoplites espartans que estava maniobrant a camp obert a prop de Corint, ho feia sense estar protegit pels projectils de cap mena de tropa. Conseqüentment, va decidir fer-los caure en una emboscada amb els seus llançadors de javelines (els peltastes).
Llançant atacs ràpids i repetits contra la formació espartana, Ifícrates i els seus homes van ser capaços de desgastar els espartans. Finalment, els van vèncer, i van posar fi a la vida de la meitat d'ells. Aquesta batalla va ser la primera vegada en la història militar grega en què una força dels peltastes aconseguia derrotar una força d'hoplites, que era un cos d'infanteria pesant.

## Preludi
L'any 392 aC, va tenir lloc una guerra civil a Corint entre un grup d'oligarques pro-espartans i un altre de demòcrates anti-espartans. La victòria es va inclinar del bàndol d'aquests últims, els quals, a més, van enviar posteriorment a l'exili als supervivents.
Aquests exiliats van cooperar amb les forces espartanes de la regió per aconseguir el control del port de Corint, Lequeu, situat al Golf de Corint. Els espartans van rebutjar diversos atacs dels demòcrates de Corint i dels seus aliats tebans i argius, i van assegurar el seu control sobre el port.
Va ser llavors quan els atenencs van enviar una força per ajudar Corint, amb Ifícrates al comandament dels peltastes. Mentre les forces atenenques arribaven, els espartans i els exiliats van envair el territori de Corint des de Lequeu i, l'any391 aC, el rei espartà Agesilau II va conduir un gran exèrcit espartà cap a la zona i, en atacar diversos punts forts, va obtenir nombroses victòries. Els atenencs i els seus aliats van ser durament reprimits a Corint, però aviat van trobar una oportunitat de guanyar els espartans.

## Batalla
Encara que el rei espartà Agesilau va marxar a territori corinti amb el gruix del seu exèrcit, va deixar una important força a Lequeu per protegir el port. Part d'aquesta força estava formada per homes de la ciutat d'Amicles, que tradicionalment tornaven a casa quan estaven en campanya per a participar en cert festival religiós. Quan s'aproximava la celebració d'aquest festival, el cap espartà Lequeu va sortir amb una força d'hoplites i de cavalleria per tal d'escortar els amiclenses més enllà de Corint en el camí cap a casa. Després d'aconseguir passar la ciutat sense problemes, el cap va ordenar als seus hoplites que tornessin a Lequeu, mentre que la cavalleria va seguir juntament amb els amiclenses. Tot i que havia de passar prop de les muralles de la ciutat de Corint amb el seu exèrcit, esperava no tenir problemes, ja que creia que els homes de la ciutat estaven acovardits en el seu interior i amb poques ganes de sortir fora.
A la ciutat, els comandants atenencs Ifícrates, que comandava els peltastes, i Càl·lies, que comandava els hoplites, van veure com un regiment espartà d'uns 600 homes s'acostava a la ciutat, sense protecció de la cavalleria, per la qual cosa van decidir treure profit de la situació. Així, els hoplites van sortir de Corint, mentre que els peltastes perseguien les forces espartanes, llençant-los llances.
Per aturar aquesta situació, el comandant espartà va ordenar als seus homes carregar contra els atenencs, però els peltastes retrocedien i s'escapolien fàcilment dels hoplites. Llavors, quan els espartans tornaven al regiment, els peltastes es giraven, llançant llances que causaven baixes importants. Aquest procés va ser repetit diverses vegades, i va obtenir sempre el mateix resultat.
Incapaços d'anar-se'n i preocupats per les constants pèrdues, els espartans es van situar en un cim que passa per la part alta de Lequeu. Quan els homes de Lequeu van veure el compromís pel qual estaven passant els soldats, van navegar fora de la ciutat amb petits vaixells i es van quedar a una distància aproximada de mitja milla. Els atenencs, mentrestant, van començar a treure els seus hoplites i, veient els esdeveniments que s'estaven donant, els lluitadors van córrer cap als vaixells, perseguits pels petastes. En total van ser 250 les pèrdues dels espartans que comptaven amb un regiment de 600 homes.

## Conseqüències
La batalla de Lequeu  va marcar la primera ocasió en la història grega en la qual els peltastes havien derrotat els hoplites espartans.
Les notícies de la derrota espartana van ser un xoc molt gran per al rei espartà Agesilau, el qual no va tenir altra opció que tornar-se'n cap a casa.
En els mesos següents a la partida dels espartans, Ifícrates va anar reconquerint les fortaleses i els punts forts que anteriorment havien estat conquerits pels espartans.
A més, Ifícrates va llançar diverses incursions contra els aliats dels espartans a la regió perifèrica. Els espartans i els seus aliats oligàrquics van continuar mantenint el port de Lequeu durant la resta de la guerra, però les seves operacions es van veure retallades dràsticament al voltant de Corint.

## Hoplites i peltastes
Ifícrates va tenir el valor de fer canvis en el seu exèrcit en adonar-se que els hoplites posseïen armadures i armaments superiors però massa pesants i lents en el camp de batalla. Va fer canvis en l'equip tradicional dels hoplites per donar-los més oportunitats quan estaven en combat amb els peltastes. Per tant, va buscar un equilibri entre els dos, va canviar la panòplia de l'hoplita de tal manera que no eren tan pesants, va canviar el gran i pesant hoplon de bronze per un escut més petit i recobert de cuir, va substituir les pesants sandàlies per unes de noves fetes de cuir, que van ser conegudes com a «Ifícrates», i les cuirasses pesants van ser substituïdes per unes noves de lli que en els següents segles van ser molt utilitzades.
Aquests canvis van crear una panòplia de l'hoplita molt més lleugera, encara que tingués menys protecció, cosa que es va solucionar amb llances augmentades de mida per no ser atacats abans pels hoplites amb les seves llances tradicionals. Malgrat aquests avenços i aconseguir una major maniobrabilitat i velocitat en el combat, els guerrers grecs van donar més valor a l'armadura pesant, que proporcionava més protecció.
Al mateix temps l'equip del peltastes també va ser modificat. L'armadura que posseïen era suficient en un combat cos a cos davant arquers, però no tenien cap oportunitat davant els hoplites. Per aquesta raó van modificar el seu escut, creant-ne un de més gran i oval fet de vímet i més tard de fusta. Posseïen javelines, espases curtes i van afegir una llança curta que els facilitava realitzar atacs "llampec" contra l'enemic. Alguns es podien permetre un nucli de bronze.